# Lara Kipp
Lara Kipp (4 ottobre 2002) è una slittinista austriaca, vincitrice di tre titoli mondiali -due nel doppio ed uno nella staffetta mista doppio- e di un trofeo di Coppa del Mondo.

## Biografia

### Carriera sportiva

#### Stagioni 2018-2022

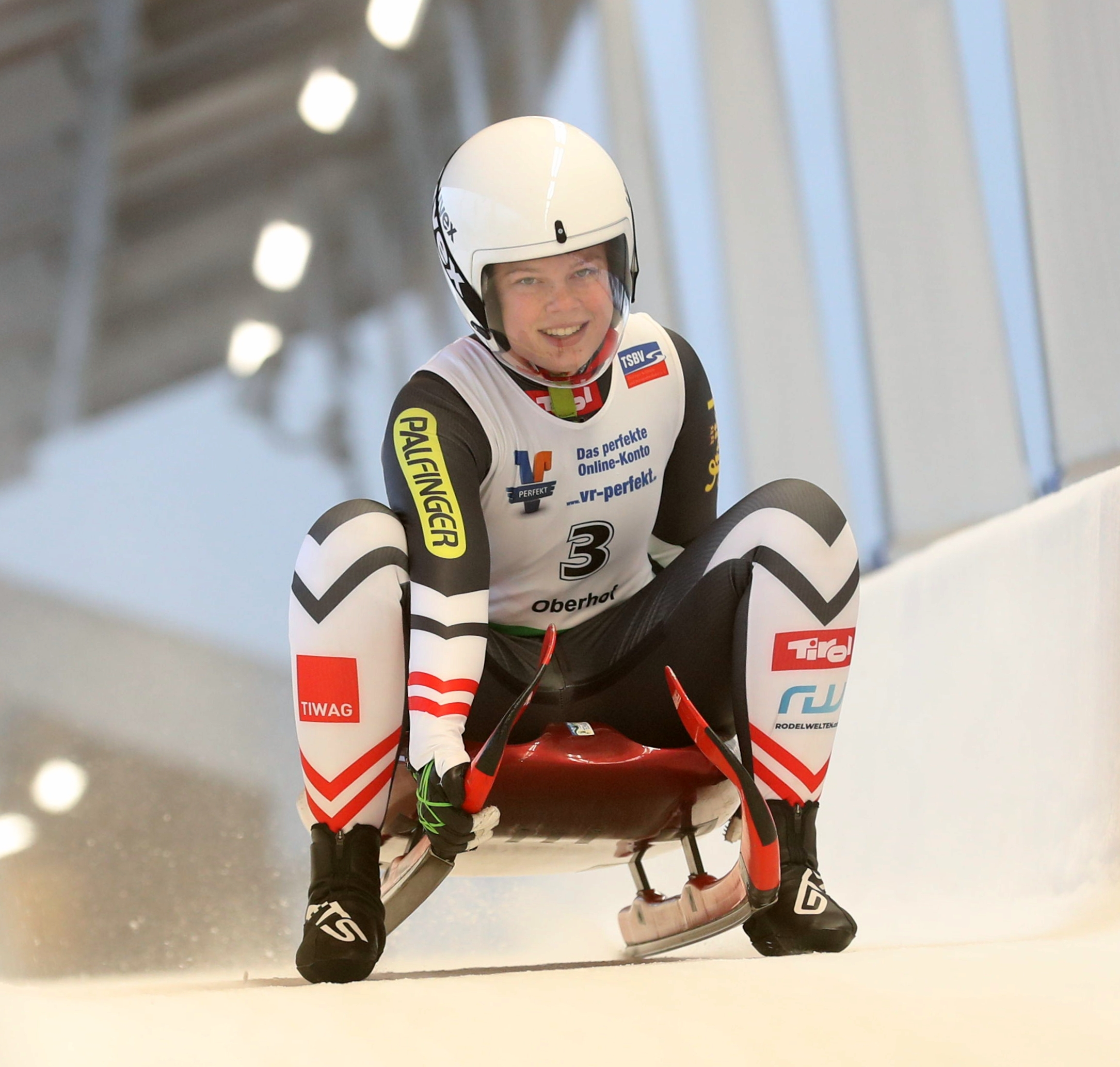
Kipp ad Oberhof nel 2021.

Iniziò a gareggiare per la nazionale austriaca nel singolo nella categoria giovani nel 2017, prendendo parte alla Coppa del Mondo di categoria che concluse in diciannovesima posizione, nonché ai campionati mondiali juniores di Altenberg 2018 in cui terminò al quarantaduesimo posto. L'annata successiva, con l'introduzione della specialità del doppio donne, prevista solo per questa classe di età a seguito dell'inclusione della gara nel programma delle Olimpiadi giovanili, partecipò alla Coppa del Mondo in entrambe le discipline, terminando al quarantanovesimo posto nel singolare, mentre nella prova a coppie chiuse sesta insieme a Selina Egle, ottenendo due podi nelle due tappe disputate; in quello stesso anno, sempre nel doppio, gareggiò anche ai mondiali juniores di Innsbruck 2019, terminando la competizione in tredicesima piazza, ma prima delle quattro coppie femminili presenti alla competizione.
La stagione seguente gareggiò esclusivamente nel doppio ottenendo la terza posizione nella Coppa del Mondo; qualificatasi per i Giochi olimpici giovanili di Losanna 2020 -e considerata come una delle favorite per la conquista di una medaglia- fu costretta al ritiro dalla competizione pochi giorni prima delle gare a causa di una frattura ad un metatarso occorsa alla sua compagna Selina Egle durante le prove.
La Federazione internazionale, a causa della pandemia di COVID-19, decise di annullare l'intera stagione 2020/21 per quanto concerne le gare delle classi giovani e juniores, conseguentemente non prese parte ad alcuna competizione; l'annata successiva gareggiò unicamente nella disciplina individuale nella categoria junior: in Coppa del Mondo terminò al nono posto della classifica finale, agli europei di Bludenz 2022 finendo ottava ed ai mondiali di Winterberg 2022 in cui si piazzò ventiquattresima.

#### Stagioni 2023-2024

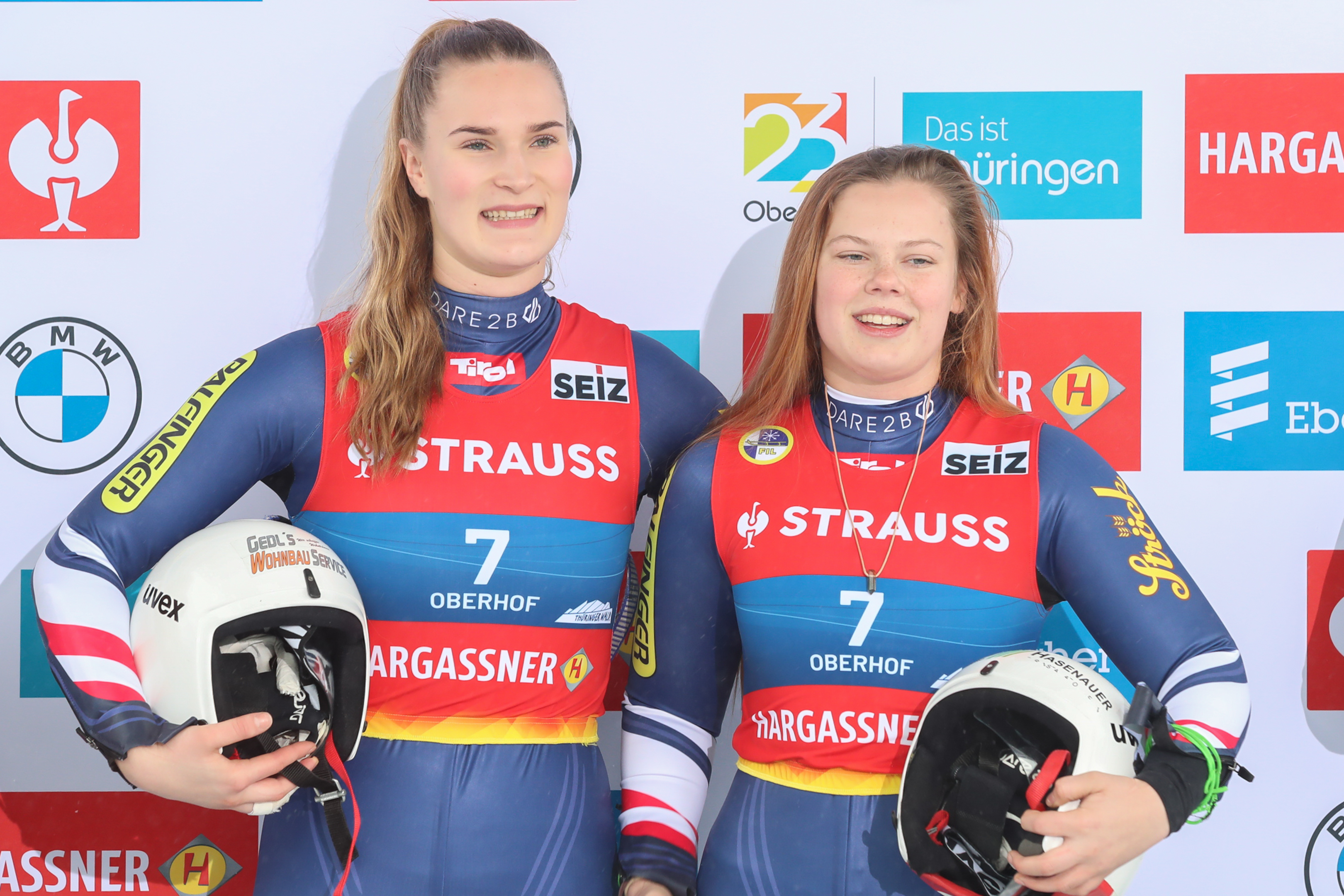
Kipp (a destra) ed Egle ai mondiali di Oberhof 2023.

Con l'inserimento del doppio femminile nel programma delle Olimpiadi di Milano Cortina 2026, dalla stagione 2022/23 decise di cimentarsi nuovamente in questa specialità -ancora in coppia con Selina Egle- abbandonando definitivamente l'attività nel singolo; nella tappa di esordio della Coppa del Mondo, disputata il 3 dicembre 2022 ad Innsbruck, colse il suo primo podio in Coppa conquistando la vittoria nel doppio, trionfo bissato il giorno seguente nella prova sprint; con due ulteriori successi ottenuti sulle piste di Park City e di Winterberg, concluse in seconda posizione della classifica finale, conquistando il trofeo nella disciplina sprint a parimerito con le italiane Andrea Vötter e Marion Oberhofer. Prese parte inoltre ai campionati europei di Sigulda 2023 in cui ottenne il quarto posto nel doppio, posizione che le valse la terza piazza nella speciale classifica riservata alle under 23, mentre ai mondiali di Oberhof 2023 vinse la medaglia d'argento sia nella prova del doppio sia in quella del doppio sprint, oltre a quella delle under 23.
L'annata successiva conquistò tre successi di tappa -due sul tracciato di Lake Placid e uno in  quello di Oberhof- piazzandosi in quarta posizione in Coppa e bissando il successo nella graduatoria delle sprint; nella rassegna continentale di Innsbruck 2024 concluse la gara del doppio al settimo posto a causa di un grave errore occorso durante la seconda discesa, che la relegò nelle posizioni di rincalzo dopo essersi trovata in prima posizione al termine della prima manche, ma si classificò comunque terza tra le under 23 e conquistò la medaglia d'oro nella gara a squadre. Nella competizione iridata di Altenberg 2024 vinse il titolo nel doppio -nonché quello riservato alle under 23-, fu ottava nella prova sprint e sesta in quella a squadre.

#### Stagione 2025
Nel 2024/25 si impose in sette delle nove prove del calendario di Coppa, conquistando così la sfera di cristallo; ai campionati europei di Winterberg 2025 trionfò sia nel doppio sia nella gara a squadre -oltre che tra le under 23- ed ai mondiali di Whistler 2025 confermò il titolo ottenuto l'anno precedente nel doppio -e conseguentemente pure quello under 23- conquistò inoltre la medaglia d'argento nella prova a squadre e quella d'oro nella neonata specialità della staffetta mista doppio, insieme ad Egle ed ai connazionali Thomas Steu e Wolfgang Kindl.

## Palmarès

### Mondiali
- 6 medaglie:
  - 3 ori (doppio ad Altenberg 2024; doppio, staffetta mista doppio a Whistler 2025);
  - 3 argenti (doppio, doppio sprint ad Oberhof 2023; gara a squadre a Whistler 2025).

### Europei
- 3 medaglie:
  - 3 ori (gara a squadre ad Innsbruck 2024; doppio, gara a squadre a Winterberg 2025).

### Mondiali under 23
- 3 medaglie:
  - 2 ori (doppio ad Altenberg 2024; doppio a Whistler 2025).
  - 1 argento (doppio ad Oberhof 2023).

### Europei under 23
- 3 medaglie:
  - 1 oro (doppio a Winterberg 2025);
  - 2 bronzi (doppio a Sigulda 2023; doppio ad Innsbruck 2024).

### Coppa del Mondo
- Vincitrice della Coppa del Mondo generale nel doppio: nel 2024/25.
- Vincitrice della Coppa del Mondo di specialità nel doppio sprint nel 2022/23 e nel 2023/24.
- 32 podi (17 nel doppio, 5 nel doppio sprint, 2 nelle staffette miste doppio, 8 nelle gare a squadre):
  - 18 vittorie (10 nel doppio, 4 nel doppio sprint, 4 nelle gare a squadre);
  - 9 secondi posti (3 nel doppio, 1 nel doppio sprint, 2 nelle staffette miste doppio, 3 nelle gare a squadre);
  - 5 terzi posti (4 nel doppio, 1 nelle gare a squadre).

#### Coppa del Mondo - vittorie
| Data             | Luogo       | Paese       | Disciplina                                                                                 |
| ---------------- | ----------- | ----------- | ------------------------------------------------------------------------------------------ |
| 3 dicembre 2022  | Innsbruck   | Austria     | Doppio con Selina Egle                                                                     |
| 4 dicembre 2022  | Innsbruck   | Austria     | Doppio sprint con Selina Egle                                                              |
| 17 dicembre 2022 | Park City   | Stati Uniti | Doppio sprint con Selina Egle                                                              |
| 25 febbraio 2023 | Winterberg  | Germania    | Doppio con Selina Egle                                                                     |
| 8 dicembre 2023  | Lake Placid | Stati Uniti | Doppio con Selina Egle                                                                     |
| 9 dicembre 2023  | Lake Placid | Stati Uniti | Doppio sprint con Selina Egle                                                              |
| 14 gennaio 2024  | Innsbruck   | Austria     | Gara a squadre con Madeleine Egle, Thomas Steu, Wolfgang Kindl, Jonas Müller e Selina Egle |
| 18 febbraio 2024 | Oberhof     | Germania    | Doppio sprint con Selina Egle                                                              |
| 7 dicembre 2024  | Innsbruck   | Austria     | Doppio con Selina Egle                                                                     |
| 14 dicembre 2024 | Oberhof     | Germania    | Doppio con Selina Egle                                                                     |
| 15 dicembre 2024 | Oberhof     | Germania    | Gara a squadre con Madeleine Egle, Thomas Steu, Wolfgang Kindl, Jonas Müller e Selina Egle |
| 4 gennaio 2025   | Sigulda     | Lettonia    | Doppio con Selina Egle                                                                     |
| 11 gennaio 2025  | Altenberg   | Germania    | Doppio con Selina Egle                                                                     |
| 18 gennaio 2025  | Winterberg  | Germania    | Doppio con Selina Egle                                                                     |
| 19 gennaio 2025  | Winterberg  | Germania    | Gara a squadre con Madeleine Egle, Juri Gatt, Riccardo Schöpf, Jonas Müller e Selina Egle  |
| 25 gennaio 2025  | Oberhof     | Germania    | Doppio con Selina Egle                                                                     |
| 22 febbraio 2025 | Yanqing     | Cina        | Doppio con Selina Egle                                                                     |
| 23 febbraio 2025 | Yanqing     | Cina        | Gara a squadre con Lisa Schulte, Thomas Steu, Wolfgang Kindl, Jonas Müller e Selina Egle   |

### Coppa del Mondo juniores
- Miglior piazzamento in classifica generale nel singolo: 9ª nel 2021/22.

### Coppa del Mondo giovani
- Miglior piazzamento in classifica generale nel singolo: 19ª nel 2017/18.
- Miglior piazzamento in classifica generale nel doppio: 3ª nel 2019/20.